# 奈多海岸 (大分県)

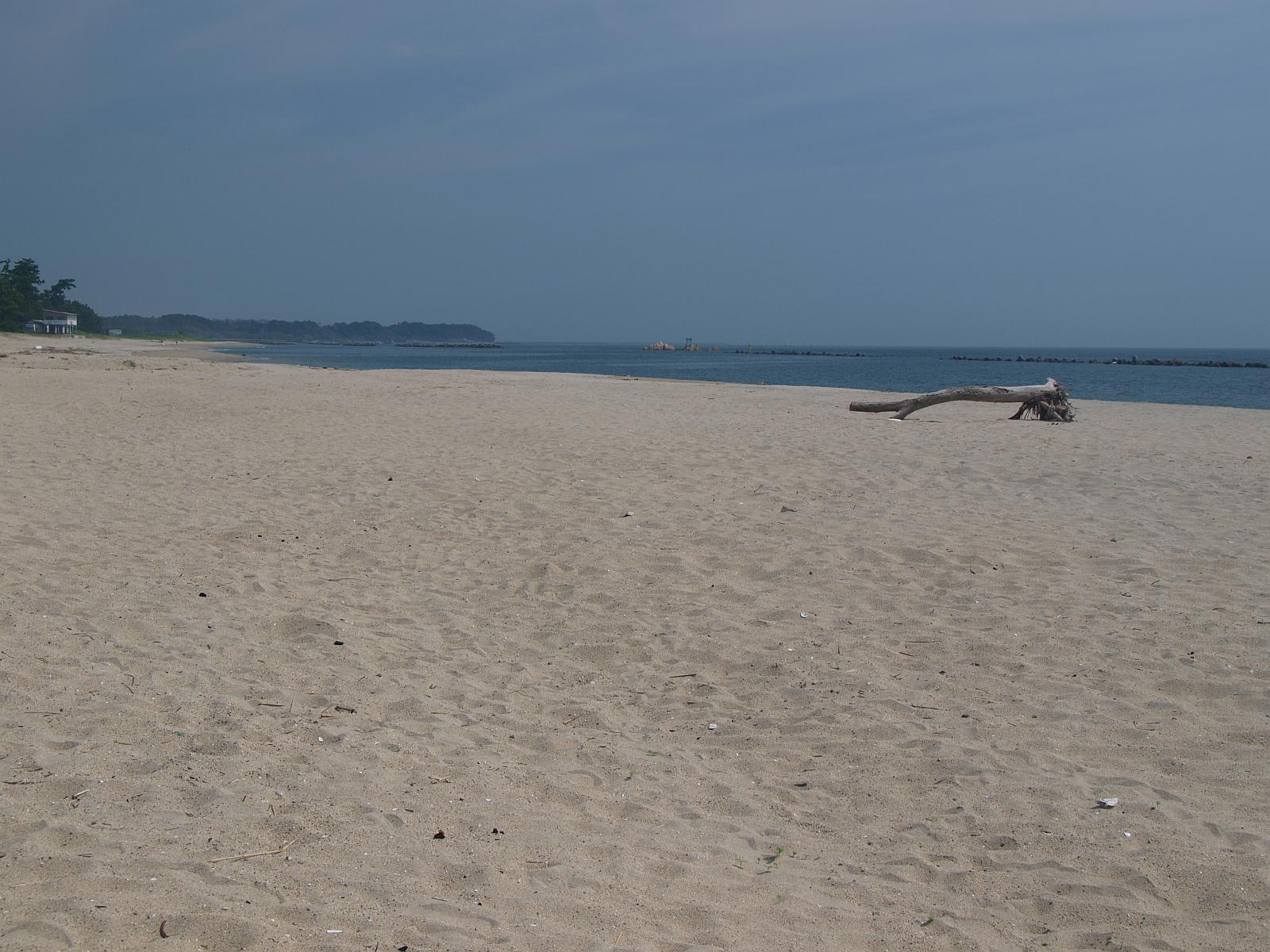
奈多海岸

奈多海岸（なだかいがん）は、大分県杵築市にある海岸である。「奈多」は、「なた」ではなく「なだ」と読む。
海岸線のほぼ中央に位置する奈多宮（八幡奈多宮）を境に、北を奈多海岸、南を狩宿海岸（かりしゅくかいがん）と呼び、両者を合わせて奈多・狩宿海岸と呼ぶこともある。

## 概要
伊予灘に面して南北約2kmにわたって続く白砂の砂浜に、みごとな枝ぶりのクロマツの老木が並ぶ白砂青松の風光明媚な海岸で、日本の白砂青松100選に選定されている。
夏季には海水浴場としてにぎわいを見せ、奈多・狩宿海水浴場（なだ・かりしゅくかいすいよくじょう）として環境省による快水浴場百選にも選定されている。売店、シャワー室といった施設を備えており、例年、7月第2金曜日から8月第3日曜日まで開場している。また、狩宿海岸にはキャンプ場も整備されている。
海岸線のほぼ中央には神亀6年（729年）に創建されたと伝えられる八幡奈多宮があり、宇佐神宮の旧神体とされる木造僧形八幡神坐像と2躯の木造女神坐像の三神像を収蔵している。三神像は国の重要文化財に指定されている。
八幡奈多宮から約300mの沖合には、厳島または市杵島（いちきじま、いきしま）と呼ばれる離れ岩がある。この離れ岩は八幡奈多宮の元宮であり、小さな鳥居が設置されている。また、八幡奈多宮付近は昭和の中ごろまでは桜や藤の名所として有名であり、花見客が非常に多かった。出店や花見踊りなど大変賑わったが、桜はすべて枯れてしまい、伐採されてしまった。現在では藤棚の一部が残るだけであり、往時の面影はない。
杵築市の海岸線は、伊予灘に面する奈多海岸、狩宿海岸から、臼石鼻を経て、別府湾内に入り、住吉浜の砂嘴、カブトガニが生息する干潟を有する守江湾へと続く。